# Boeing 737 Next Generation
Pour un article plus général, voir Boeing 737.
Le Boeing 737 Next Generation, communément appelé Boeing 737 NG, est le nom donné aux versions 600, 700, 800 et 900 du Boeing 737. C'est la troisième génération dérivée du 737, qui suit la série 737 Classic (300, 400 et 500), produite entre 1996 et 2020 (pour les versions civiles) par Boeing dans l'usine Boeing de Renton. Le 737 NG est vendu en quatre tailles différentes, de 110 à 210 passagers.
Un total de 6 900 Boeing 737 NG ont été livrés dont 4 015 avant avril 2012 et plus de 6 000 commandés,. Il est principalement en concurrence avec l'Airbus A320. Cette génération a été remplacée par celle du Boeing 737 Max qui a fait son premier vol en 2017.

## Caractéristiques

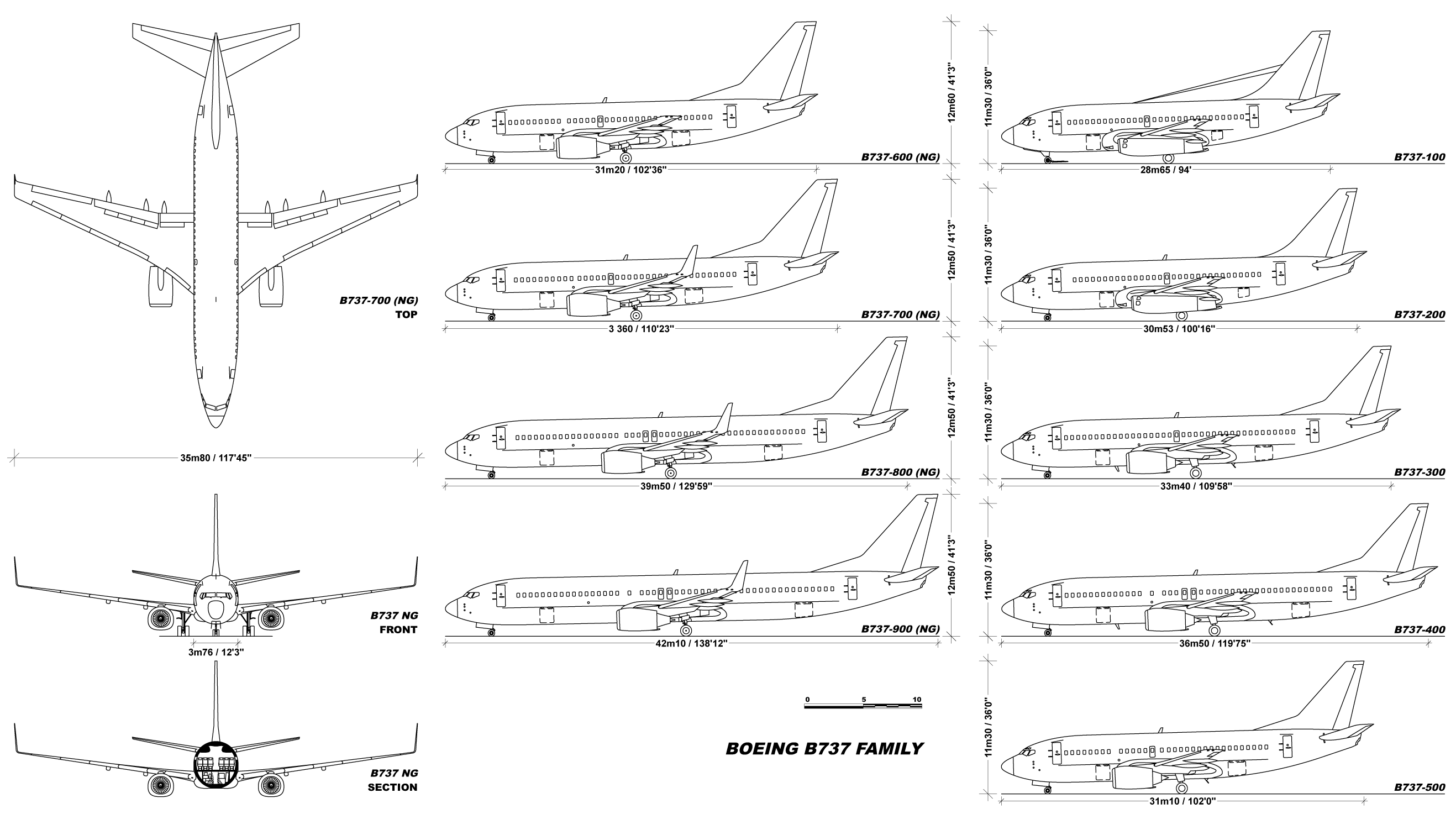
Différentes versions de 737

|                             | 737-600                          | 737-700                          | 737-700ER                        | 737-800                          | 737-900ER                        |
| --------------------------- | -------------------------------- | -------------------------------- | -------------------------------- | -------------------------------- | -------------------------------- |
| Capacité (passagers)        | 110-132                          | 120-149                          | 110-130                          | 162-189                          | 180-215                          |
| Cargo (volume)              | 20,4 m3                          | 27,3 m3                          | 23,3 m3                          | 44 m3                            | 51,7 m3                          |
| Longueur                    | 31,2 m                           | 33,6 m                           | 33,6 m                           | 39,5 m                           | 42,1 m                           |
| Envergure                   | 34,3 m ou 35,8 m (avec winglets) | 34,3 m ou 35,8 m (avec winglets) | 34,3 m ou 35,8 m (avec winglets) | 34,3 m ou 35,8 m (avec winglets) | 34,3 m ou 35,8 m (avec winglets) |
| Hauteur                     | 12,6 m                           | 12,5 m                           | 12,5 m                           | 12,5 m                           | 12,5 m                           |
| Diamètre extérieur          | 3,53 m                           | 3,53 m                           | 3,53 m                           | 3,53 m                           | 3,53 m                           |
| Masse maximale au décollage | 66 000 kg                        | 70 080 kg                        | 74 850 kg                        | 79 010 kg                        | 85 350 kg                        |
| Vitesse de croisière        | Mach 0,785                       | Mach 0,785                       | Mach 0,785                       | Mach 0,785                       | Mach 0,785                       |
| Vitesse maximale            | Mach 0,82                        | Mach 0,82                        | Mach 0,82                        | Mach 0,82                        | Mach 0,82                        |
| Altitude maximale           | 12 500 m                         | 12 500 m                         | 12 500 m                         | 12 500 m                         | 12 500 m                         |
| Rayon d'action maximal      | 5 648 km                         | 6 230 km                         | 10 200 km                        | 5 665 km                         | 6 230 km                         |
| Capacité du réservoir max.  | 26 020 ℓ                         | 26 020 ℓ                         | 40 530 ℓ                         | 26 020 ℓ                         | 29 660 ℓ                         |
| Moteurs                     | CFMI CFM56-7b20 à 7b27           | CFMI CFM56-7b20 à 7b27           | CFMI CFM56-7b20 à 7b27           | CFMI CFM56-7b20 à 7b27           | CFMI CFM56-7b20 à 7b27           |

## Avions Conservés
9 avions sont conservés :
| MSN   | Numéro de Série | Version     | Premier vol       | Retrait           | Usine d'assemblage | Dernière immatriculation | Dernier opérateur          | Propriétaire et lieu de préservation                                                                      |
| ----- | --------------- | ----------- | ----------------- | ----------------- | ------------------ | ------------------------ | -------------------------- | --- |
| 28214 | 78              | 737-8Q8(WL) | 12 juin 1998      | 12 septembre 2019 | Boeing-Renton      | PK-CMI                   | Sriwijaya Air              | Pot de fleur à l'entrée de la casse aéronautique de Bogor, Indonésie.                                     |
| 28578 | 89              | 737-86N     | 7 août 1998       | 9 septembre 2016  | Boeing-Renton      | N574UA                   | Unical Aviation (Bailleur) | Utilisé comme scène de festival à l'aéroport de San Bernardino, Californie.                               |
| 28578 | 122             | 737-7Q8     | 19 septembre 1998 | 18 Novembre 2014  | Boeing-Renton      | N216AP                   | Apollo Aviation (Bailleur) | Cellule d'instruction à l'aéroport de Bergame, Italie.                                                    |
| 29191 | 127             | 737-79K     | 29 septembre 1998 | 10juillet 2015    | Boeing-Renton      | B-2635                   | Kunming Airlines           | Cellule d'instruction au Tianfu New Area Aviation and Tourism College dans la province de Sichuan, Chine. |
| 28303 | 257             | 737-683     | 9 avril 1999      | 4 mai 2010        | Boeing-Renton      | SU-MWC                   | Midwest Airlines           | Cellule d'instruction au Hangar Ryanair N°10 sur l'aéroport de Londres-Stantsted, Angleterre.             |
| 29877 | 359             | 737-79K     | 19 août 1999      | 3 mai 2015        | Boeing-Renton      | B-2642                   | Air China                  | Cellule d'instruction à l'institut de la technologie de Nanchang.                                         |
| 30169 | 631             | 737-79K     | 1er août 2000     | 11 novembre 2016  | Boeing-Renton      | B-2666                   | Kunming Airlines           | Cellule d'instruction sur l'aéroport de Xi'an Xianyang en Chine.                                          |
| 30514 | 1055            | 737-89L     | 10 janvier 2002   | 29 octobre 2021   | Boeing-Renton      | B-2670                   | Air China Inner Mongolia   | Pot de fleur dans le Xian autonome hui et yi de Xundian, Chine.                                           |
| 33645 | 1760            | 737-97L     | 20 juillet 2005   | 22 juin 2022      | Boeing-Renton      | B-5103                   | Shenzhen Airlines          | Cellule d'instruction à l'Université Polytechnique de Wuhan, Chine.                                       |